# Dysmicoccus neobrevipes
Dysmicoccus neobrevipes ist eine Schildlaus aus der Familie der Schmierläuse (Pseudococcidae). Sie ist gemeinsam mit der Ananasschmierlaus (Dysmicoccus brevipes) einer der wirtschaftlich wichtigsten Schädlinge an Ananaspflanzen. 

## Merkmale
Die Imagines haben einen breiten, oval geformten Körper, der etwa 0,1 Millimeter breit und 0,15 Millimeter lang ist. Sie haben eine braune bis gräulich-orange Körperfarbe, die aber durch Wachsausscheidungen grau erscheint. Der Rücken ist stark mit vielen feinen Wachsbüscheln bedeckt. Wachsfäden finden sich rund um den Körper. Die an den Seiten sind halb so lang, wie die hinten, welche etwa die Hälfte der Körperlänge erreichen. Die Weibchen sehen denen der Ananasschmierlaus sehr ähnlich, weswegen sie gemeinsam als eine Art mit zwei Rassen gesehen wurden. Erst 1959 erkannte Beardsley, dass es sich hierbei um zwei separate Arten handelt.
Die adulten Männchen sind geflügelt und unterscheiden sich von der Ananasschmierlaus durch 10 statt acht Fühlerglieder und durch die Behaarung, deren Härchen anders als bei der ähnlichen Art am Ende nicht dicker werden. 
Die Larven sind das Ausbreitungsstadium der Art. Sie haben einen abgeflachten Körper mit langen Haaren, mit deren Hilfe sie sich vom Wind verdriften lassen können.

## Vorkommen
Dysmicoccus neobrevipes ist pantropisch über die gesamten Tropen verbreitet. Vereinzelt kann man sie auch in den Subtropen finden. Die Tiere sind in allen Regionen, in denen die Ananas angebaut wird, insbesondere auf den Fidschiinseln, Jamaika, Hawaii, Malaysia, in Mexiko, Mikronesien, den Philippinen und Taiwan zu finden. 

## Lebensweise
Neben Ananaspflanzen befällt die Art zahlreiche andere Pflanzen wie etwa Süße Akazie (Acacia farnesiana), Breiapfelbaum (Manilkara zapota), Netzannone (Annona reticulata), Bananen (Musa), Opuntia megacantha, Pipturus argentea,  Piscidia piscipula,  Samanea saman, Sisal (Agave sisalana), Kakaobaum (Theobroma cacao) und Tuberose (Polianthes tuberosa). Anders als die verwandte Art findet man sie nicht auf Gräsern.
Die Tiere sitzen meist auf Blättern, Ästen, Luftwurzeln, Blüten und Früchten der Nahrungspflanzen. Dadurch unterscheiden sie sich von der Ananasschmierlaus, die vor allem an der Pflanzenbasis zu finden ist.

## Entwicklung
Die Weibchen legen wie die verwandte Art keine Eier, sondern gebären bereits lebende Larven, die sich zuvor im Inneren der Mutter entwickelt haben. In den ersten 26 Tagen bringen die Weibchen noch keine Larven zur Welt, danach legen sie für etwa 30 Tage im Durchschnitt 350 Nachkommen, die maximale Anzahl beträgt etwa 1000. Danach leben sie nur mehr etwa vier Tage und sterben. Die Lebensdauer eines erwachsenen Weibchens variiert zwischen 48 und 72 Tagen, der Durchschnitt liegt bei 61 Tagen.
Die Lebenserwartung weiblicher Dysmicoccus neobrevipes beträgt insgesamt zwischen 59 und 117 Tagen, im Durchschnitt 90 Tage. Die Weibchen durchleben drei Larvenstadien, bis sie sich zum ausgewachsenen Tier häuten. Die drei Stadien dauern 11 bis 23, 6 bis 20 und 7 bis 28 Tage, die durchschnittliche Dauer beträgt gesamt etwa 35 Tage. Die Larven nehmen nur im ersten und am Anfang des zweiten Stadiums Nahrung auf. Die Männchen durchleben ein zusätzliches Larvenstadium. Sie benötigen für die jeweiligen Stadien 11 bis 19, 7 bis 19, 2 bis 7 und 2 bis 8 Tage, die Gesamtdauer beträgt zwischen 22 und 53 Tagen. Die männlichen Imagines leben nur sehr kurz und sterben bereits nach zwei bis sieben Tagen. 

## Schadwirkung
Die Art ist ein wirtschaftlich bedeutender Schädling auf Ananaspflanzen. Sie ist einer der Verursacher der Ananaswelke: sie machen die Pflanzen anfällig für saprobionte Organismen oder  bringen sie zum Vertrocknen. Eine weitere Schädigung, die die Schmierläuse verursachen, nennt sich green spot disease: die Ausscheidungen der Schildläuse greifen das Blattgewebe an und lassen  pflanzengallenähnliche trockene Stellen entstehen. 
Ein wichtiges Kriterium für die Ausbreitung einer Kolonie von Dysmicoccus neobrevipes und die damit einhergehenden Schäden ist das Vorhandensein von Ameisen, die nicht nur den Honigtau, den die Tiere ausscheiden, melken, sondern auch die Kolonien gegenüber Fressfeinden und Parasiten verteidigen.

## Natürliche Feinde und Bekämpfung
Natürliche Feinde sind eine Reihe von parasitisch lebenden Erzwespen, wie etwa Aenasius cariocus oder Anagyrus ananatis bzw. Räuber, wie die Marienkäfer Cryptolaemus montrouzieri, Scymnobius bilucernarius, Scymnus unicatus oder Scymnus pictus und Gallmücken wie Lobodiplosis pseudococci. Diese können aber einen starken Befall der Schmierläuse nicht eindämmen, da diese in der Regel von Ameisen beschützt werden.
Um einem Befall von Plantagen vorzubeugen, werden in erster Linie die Ameisen bekämpft. Der Rand der Felder wird gemäht, damit Ameisen dort wenig Nahrung finden und Ameisenzäune werden angelegt. Diese bilden zwar keine Barriere gegen Ameisen, sie klettern aber bevorzugt entlang des Drahtes, anstatt den Zaun zu überqueren. Schlussendlich besteht auch die Möglichkeit der Bekämpfung der Ameisen mittels Pestiziden. Ein bereits mit Schmierläusen befallenes Feld muss gerodet und umgepflügt werden. Sämtliche darauf wachsenden Pflanzen werden zuvor verbrannt.